# Dáire mac Cormaic
Dáire mac Cormaic est un Roi de Tara et Ard ri Erenn légendaire selon les traditions généalogiques, bien que non inclus dans les listes royales médiévales irlandaises il est également un candidat à l'identification avec Dáire Drechlethan de l'ancien poème irlandais du Baile Chuinn Chétchathaig.
Dáire  fils de Cormac Mac Airt, selon les conventions généalogiques, est peut-être lié à une tentative des Uí Néill d'inclure Cormac dans leur généalogique dynastique.  
Un passage du livre de Fermoy suggère que sa mère était la princesse picte Ciarnait, bien que les Banshenchas attribuent à son père des épouses issues du Leinster :
- Eithne Thóebfhota fille de Cathair Már ;
- Eithne Ollama fille de Dúnlaing.

Il est précisé que Daire avait trois frères ou demi-frères nommé Coipre, Cellach et Muiredach. Il aurait été tué à Dubros, près de Rossnaree, dans le comté de Meath le long de la Boyne.  

## Source
- Edel Bhreathnach The Kingship and Landscape of Tara, Four Courts Press, Dublin 2005  (ISBN 1851829547).